# 꽉이음
꽉이음은 직각이 되는 곳을 끊기지 않도록 굳게 잇는 수법이다.